# Thanatus mandali
Thanatus mandali är en spindelart som beskrevs av Benoy Krishna Tikader 1965. Thanatus mandali ingår i släktet Thanatus och familjen snabblöparspindlar. Inga underarter finns listade i Catalogue of Life.